# Bionicle 3: W sieci mroku
Bionicle 3: W sieci mroku (ang. Bionicle 3: Web of shadows) – film animowany, którego bohaterowie wzorowani są na linii zabawek Bionicle firmy Lego. Jest to trzecia opowieść z serii Biological Chronicle po Bionicle: Maska światła. Dziejąca się podczas części Bionicle 2: Legendy Metru Nui między pokonaniem Makuty a uwolnieniem matoran.
Film opowiada o powrocie Toa Metru na Metru Nui po Matoran. Zastają oni miasto pełne dziwnych pajęczyn i bestii Rahi. Nagle zostają złapani przez pająki Visorak i zostają zmienieni w Toa Hordika. Toa zostają zrzuceni w przepaść, lecz ratują ich Rahaga. Vakama zdradza resztę Toa. Toa Hordika szukają legendarnego Rahi – Keetongu. Gdy go znajdują on pomaga im w walce z Visorakami i zabija Sidoraka zdradzonego przez Roodakę. Pod koniec filmu Matau przekonuje Vakamę do powrotu na stronę Toa. Gdy wszyscy Toa Hordika używają swojej elementarnej sieci na Roodace, Makuta zostaje uwolniony.

## Bohaterowie
W trzeciej opowieści występują:
Toa
- Vakama Hordika – Ogień
- Nuju Hordika – Lód
- Matau Hordika – Powietrze
- Nokama Hordika – Woda
- Onewa Hordika – Kamień
- Whenua Hordika – Ziemia

Rahaga
- Norik – ogień
- Iruini – powietrze
- Gaaki – woda
- Bomonga – ziemia
- Pouks – kamień
- Kualus – lód

Źli
- Roodaka – narzeczona Sidoraka, tak naprawdę pomagająca Makucie.
- Sidorak – król Visoraków, nie zauważa jak Roodaka pomaga Makucie.
- Visoraki – Sześć rojów pająków – Vohtaraki, Suukoraki, Keeleraki, Boggaraki, Roporaki i Oohnoraki.

Rahi
- Keetongu – Legendarny Rahi potrafiący wyleczyć każdą truciznę.
- Muaka – Rahi w filmie bardzo podobny do Graalok z Mask of Light – nie wiadomo czy to błąd. Muaka jest tygrysem, a Graalok niedźwiedziem.
- Visoraki – pająkowate bestie
- Nivavki – orłowate stwory – tylko w jednej scenie
- Fikou – małe pajączki – w 2 krótkich scenach
- Kikanalo – wielkie stworzenia o wyglądzie Nosorożca-Myszoskoczka – widać je w jednym ujęciu
- kilka niezidentyfikowanych Rahi

## Wersja polska
W wersji polskiej udział wzięli:
- Krzysztof Wakuliński – Turaga Vakama
- Marek Barbasiewicz – Rahaga Norik
- Wojciech Szymański – Rahaga Iruini
- Elżbieta Gaertner – Rahaga Gaaki
- Robert Olech – Rahaga Bomonga
- Paweł Szczesny – Rahaga Kualus
- Danuta Stenka – Roodaka
- Aleksander Bednarz – Sidorak
- Karol Wróblewski – Toa Hordika Vakama
- Rafał Maćkowiak – Toa Hordika Matau
- Dorota Landowska – Toa Hordika Nokama
- Wojciech Solarz – Toa Hordika Nuju
- Waldemar Błaszczyk – Toa Hordika Onewa
- Mirosław Zbrojewicz – Toa Hordika Whenua

Reżyseria: Krzysztof Kołbasiuk
Dialogi: Jan Wecsile
Wersja polska: Master Film
Dźwięk: Renata Gontarz
Montaż i kierownictwo produkcji: Agnieszka Kołodziejczyk
Opieka artystyczna: Maciej Eyman
Produkcja polskiej wersji językowej: Disney Character Voices International, INC.